# 尤拉赫蓬塔山
14°48′22″S 72°31′37″W / 14.80611°S 72.52694°W
尤拉赫蓬塔山（Yuraq Punta），是秘魯的山峰，位於該國南部拉烏尼翁省，處於喬皮喬皮山東北面，屬於安第斯山脈的一部分，海拔高度約5,100米。